# 纳维亚德苏阿尔纳
纳维亚德苏阿尔纳，是西班牙加利西亚自治区卢戈省的一个市镇。 总面积243平方公里，总人口1872人（2001年），人口密度8人/平方公里。